# 诃额伦街道
诃额伦街道，是中华人民共和国内蒙古自治区鄂尔多斯市东胜区下辖的一个乡镇级行政单位。

## 行政区划
诃额伦街道下辖以下地区：
伊煤社区、赛罕社区、昭君社区、都兰社区和营盘壕村。